# Infinite – Lebe unendlich
Infinite – Lebe unendlich (Originaltitel: Infinite) ist ein Science-Fiction-Thriller von Antoine Fuqua, der auf dem Buch The Reincarnationist Papers von D. Eric Maikranz basiert.

## Handlung
1985, Mexiko-Stadt: Heinrich Treadway ist in einem roten Ferrari Testarossa auf der wilden Flucht vor der Polizei und einem Mann namens Bathurst. Per Funk ist er mit zwei ebenfalls in einem Auto flüchtenden Personen, Abel und Leona, in Kontakt. Sie sprechen dabei über ein „Ei“, das Treadway von Bathurst gestohlen habe. Als die Situation für Treadway immer aussichtsloser wird, beauftragt er Abel, sich die Worte „Schau hinein“ zu merken.
Treadway fährt auf seiner Flucht mit hoher Geschwindigkeit von einer Brücke, ihm gelingt es aber, sich beim Absturz auf einen Kranausleger zu retten. Aus dieser Position muss Treadway hilflos zusehen, wie Bathurst seine beiden Partner Abel und Leona tötet.
Im Jahr 2020 leidet Evan McCauley an Schizophrenie. Aufgrund früherer Anstaltsaufenthalte und gewalttätiger Ausbrüche kann er keine Anstellung finden. Da er zur Bekämpfung seiner Symptome Medikamente benötigt, schmiedet er ein Katana – obwohl er nie zuvor als Waffenschmied gearbeitet hat –, das er an einen lokalen Gangster verkaufen will. Als der Deal außer Kontrolle gerät, flüchtet er quer durch die Stadt, wird aber schließlich durch eine Übermacht an Polizisten gestellt. In der Polizeistation, in die er gebracht wird, taucht ein Mann namens Bathurst auf, bringt ihm das von ihm geschmiedete Katana, spricht ihn als Treadway an und behauptet, sie würden sich bereits seit Jahrhunderten kennen. Er droht ihm mit Folter, um bestimmte Informationen von ihm zu erhalten.
Bathurst gelingt es, bislang unbekannte Erinnerungen in Evan zu wecken, als ein Auto in den Verhörraum rast, das von einer Frau namens Nora Brightman gesteuert wird. Sie rettet Evan aus dem Verhör und nimmt ihn zum Treffpunkt ihrer Gruppe mit.
Sie enthüllt Evan, dass es ungefähr 500 Personen auf der Erde gibt, die sich an all ihre vorherigen Leben erinnern können. Diese Wesen nennen sich die „Ewigen“. Unter ihnen haben sich zwei Fraktionen, die „Gläubigen“ und die „Zerstörer“ entwickelt. Die Gläubigen – wie Nora und ihre Gruppe – denken, dass die Gabe der Wiedererinnerung ein Geschenk war, das ihnen zu einem guten Zweck von einem höheren Wesen verliehen wurde. Die Zerstörer, wie Bathurst, empfinden diese Gabe dagegen als Fluch. Sie sind der Meinung, dass sie somit dazu gezwungen sind, den unausweichlichen Niedergang der Menschheit mitzuerleben. Um diesen Fluch zu beenden, möchten sie das gesamte Leben auf der Erde sofort auslöschen. Dazu soll das „Ei“ dienen. Dabei handelt es sich um eine epigenetische Superwaffe, die bei ihrer Auslösung alle DNS-Moleküle aller Lebewesen zerstören soll.
Beide Parteien sehen in Evan die Reinkarnation von Heinrich Treadway. Er trägt irgendwo in seinen bislang verborgenen Erinnerungen die Information, wo sich das „Ei“ befindet. Die Gläubigen wollen nun diese Information aus Evans generationenübergreifendem Gedächtnis freilegen, bevor Bathurst die Gelegenheit erhält, dieses Wissen aus ihm herauszufoltern. Nora (die sich als Leonas Reinkarnation entpuppt) erklärt Evan unterdessen, dass die Ewigen normalerweise sukzessive Zugriff auf ihre Erinnerungen erhalten, wenn sie jung sind. Bis zur Pubertät sollten sie sich an alles erinnern können. Zu diesem Zeitpunkt wurde aber – wohl aufgrund der Auswirkungen der in ihm erwachten Erinnerungen – bei Evan die Diagnose Schizophrenie gestellt, und er erhielt Medikamente, wodurch der Zugriff auf seine Erinnerungen bislang blockiert wurde.
Evan kämpft nun darum, an die verborgenen Erinnerungen und Informationen zu gelangen, die sich als Produkte der Traumata vergangener Leben herausstellen. Durch den Einsatz einer Apparatur von Artisan (ein Ewiger) werden die Erinnerungen letztlich freigelegt. Es stellt sich heraus, dass 1985 in Mexiko-Stadt auch Treadway durch Bathurst getötet wurde, nicht lange nach dem Tod seiner Begleiter. Die Gläubigen bargen seinen Körper und verwahrten ihn in ihrer Basis. Evan kann sich nun erinnern, dass er vor dem Tod als Heinrich Treadway gewaltsam seinen Bauch öffnete und das „Ei“ dort in seinem Körper verbarg. Ebenfalls stellt sich heraus, dass Treadway und Bathurst einst Partner waren, die über die Jahrhunderte zahllose Kämpfe gemeinsam bestritten. Aufgrund der fortgesetzten Misserfolge in der Geschichte der Menschheit wandelte sich Bathurst aber von einem Gläubigen zu einem Zerstörer, der den Kreislauf der Reinkarnationen beenden möchte, indem er alles Leben auf der Erde auslöscht.
In einem finalen Kampf gelingt es Bathurst, das „Ei“ zu rauben und mit einem Transportflugzeug zu fliehen. Evan kann sich an Bord der Maschine kämpfen und nach einer brutalen Auseinandersetzung das „Ei“ samt seiner Trägervorrichtung aus dem Flugzeug werfen. Bathurst und Evan kämpfen unterdessen während des Absturzes weiter, wobei es Evan gelingt, Bathurst mit einer „Dethroner“-Waffe endgültig und ohne Option der Reinkarnation zu töten.
Evan stürzt zusammen mit dem „Ei“ in den Ozean und ertrinkt. In der Zwischenzeit gelingt es Nora und Artisan, die vorher von Bathurst eingefangenen Seelen der von ihm getöteten Gläubigen zu befreien.
Epilog: Mehrere Jahre in der Zukunft. Nora und Abel sind wiedergeboren worden und treffen sich am „Anfang“. Evan ist ebenfalls wiedergeboren worden und lebt als Jugendlicher in Jakarta, wo er in einer Kampfsportschule arbeitet. Artisan besucht ihn dort und übergibt ihm ein Katana. Dadurch werden Evans Erinnerungen in dem neuen Körper aktiviert und er erkennt Artisan und seine Bestimmung.

## Produktion

### Vorproduktion
Im Februar 2019 wurde bekannt gegeben, dass Chris Evans Verhandlungen über die Besetzung einer Hauptrolle in einem Film von Antoine Fuqua aufgenommen hatte. Im Juni sagte Evans aufgrund von Planungsproblemen ab und Mark Wahlberg nahm Gespräche auf, die im August 2019 mit einer Einigung endeten. Im September und Oktober wurden die Nebenrollen besetzt.

### Dreharbeiten
Die Dreharbeiten begannen im September 2019. Drehorte waren unter anderem London, Mexiko-Stadt, Guanajuato, New York City, Cardiff, der Flughafen Farnborough Airfield und eine Indoor-Skianlage in Hemel Hempstead. Weitere Dreharbeiten fanden in Thailand, Nepal, Schottland und den Alpen statt.

### Veröffentlichung
Die Filmveröffentlichung durch Paramount Pictures war ursprünglich für den 7. August 2020 angekündigt, wurde jedoch aufgrund der COVID-19-Pandemie auf den 28. Mai 2021 verschoben, ehe die Veröffentlichung um wenige Wochen auf den 10. Juni 2021 umterminiert wurde.

## Synchronisation
Die deutschsprachige Synchronisation entstand durch die RC Production in Berlin nach einem Dialogbuch von Marius Clarén unter der Dialogregie von Tobias Meister.
| Darsteller                  | Sprecher               | Rolle                                  |
| --------------------------- | ---------------------- | -------------------------------------- |
| Mark Wahlberg               | Oliver Mink            | Evan McCauley/Heinrich Treadway (2020) |
| Chiwetel Ejiofor            | Torben Liebrecht       | Bathurst (2020)                        |
| Tom Hughes                  | Arne Stephan           | Abel                                   |
| Wallis Day                  | Giovanna Winterfeldt   | Agent Shin                             |
| Jason Mantzoukas            | Jan-David Rönfeldt     | Artisan                                |
| Rupert Friend               | Armin Schlagwein       | Bathurst (1985)                        |
| Mark Fleischmann            | Frank Schaff           | Brasserie-Inhaber                      |
| Liz Carr                    | Denise Gorzelanny      | Garrick                                |
| Dylan O’Brien               | Ricardo Richter        | Heinrich Treadway (1985)               |
| Jóhannes Haukur Jóhannesson | Mark Schmal            | Kovic                                  |
| Leon Annor                  | Matti Klemm            | Lotto                                  |
| Sophie Cookson              | Maria Hönig            | Nora Brightman                         |
| Toby Jones                  | Hans Hohlbein          | Porter                                 |
| Jumayn Hunter               | Kaze Uzumaki           | Ray Ray                                |
| Jack Roth                   | Jesco Wirthgen         | Ronny                                  |
| Melissa Neal                | Flavia Vinzens         | Shawna                                 |
| Kae Alexander               | Katharina Schwarzmaier | Trace                                  |

## Rezeption
Auf Rotten Tomatos erhielt der Film bei 83 Bewertungen eine Zustimmungsrate von lediglich 17 % (Stand 10. Juli 2023). Basierend auf 27 Filmkritiken zeigte Metacritic Stand 10. Juli 2023 einen Metascore von 31 bezogen auf den möglichen Maximal-Score von 100.
Das Lexikon des internationalen Films vergibt einen von fünf möglichen Sternen. Es bemängelt „die zusammengeschusterte Handlung, die auch nach weitschweifigen Erklärungen sinnfrei“ bleibe.